# Григоренко, Александр Александрович
Александр Александрович Григоренко (24 сентября 1958 — 6 марта 1992) – сотрудник Министерства внутренних дел Российской Федерации, майор милиции, погиб при исполнении служебных обязанностей, кавалер ордена «За личное мужество» (посмертно).

## Биография
Александр Александрович Григоренко родился 24 сентября 1958 года в городе Энгельсе Саратовской области. В 1975 году окончил среднюю школу, после чего поступил в химико-механический техникум в родном городе. В 1977—1979 годах проходил срочную службу в Вооружённых Силах СССР. Демобилизовавшись, поселился в городе Лесозаводске Приморского края, пошёл на службу в органы Министерства внутренних дел СССР. Начинал службу милиционером строевого подразделения Лесозаводского городского отдела внутренних дел.
В 1981 году Григоренко окончил Хабаровскую специальную среднюю школу милиции МВД СССР, после чего вернулся в Лесозаводск и стал работать в отделении уголовного розыска городского отдела внутренних дел. За отличную службу неоднократно поощрялся денежными премиями, получал благодарности и ведомственные награды. С 1989 года возглавлял отделение уголовного розыска.
6 марта 1992 года Григоренко выехал на задержание ранее судимого Мирошниченко, объявленного в розыск за совершение ряда новых преступлений. Преступник в это время находился в городском ресторане «Уссури». Увидев майора, он спрятался в фойе расположенной рядом гостиницы «Юбилейная». Когда Григоренко вошёл в фойе, Мирошниченко застрелил его из обреза. Милиционер скончался на месте, а преступник спрятался на чердаке, где спустя некоторое время был задержан сотрудниками уголовного розыска.
Похоронен на кладбище посёлка Горные Ключи Кировского района Приморского края.
Указом Президента Российской Федерации № 1361 от 14 ноября 1992 года майор милиции Александр Александрович Григоренко посмертно был удостоен ордена «За личное мужество».

## Память
- В честь Григоренко названа одна из улиц города Лесозаводска Приморского края[2].
- Навечно зачислен в списки личного состава Лесозаводского городского отдела внутренних дел[1].
- Имя Григоренко увековечено на мемориальной доске Лесозаводского ГОВД[2].
- В память о Григоренко в Лесозаводске проводятся памятные мероприятия[3], его имя носит Кубок памяти по футболу, ежегодно разыгрываемый в Лесозаводске[4].